# العلاقات بين الكنيسة والدولة في الأرجنتين

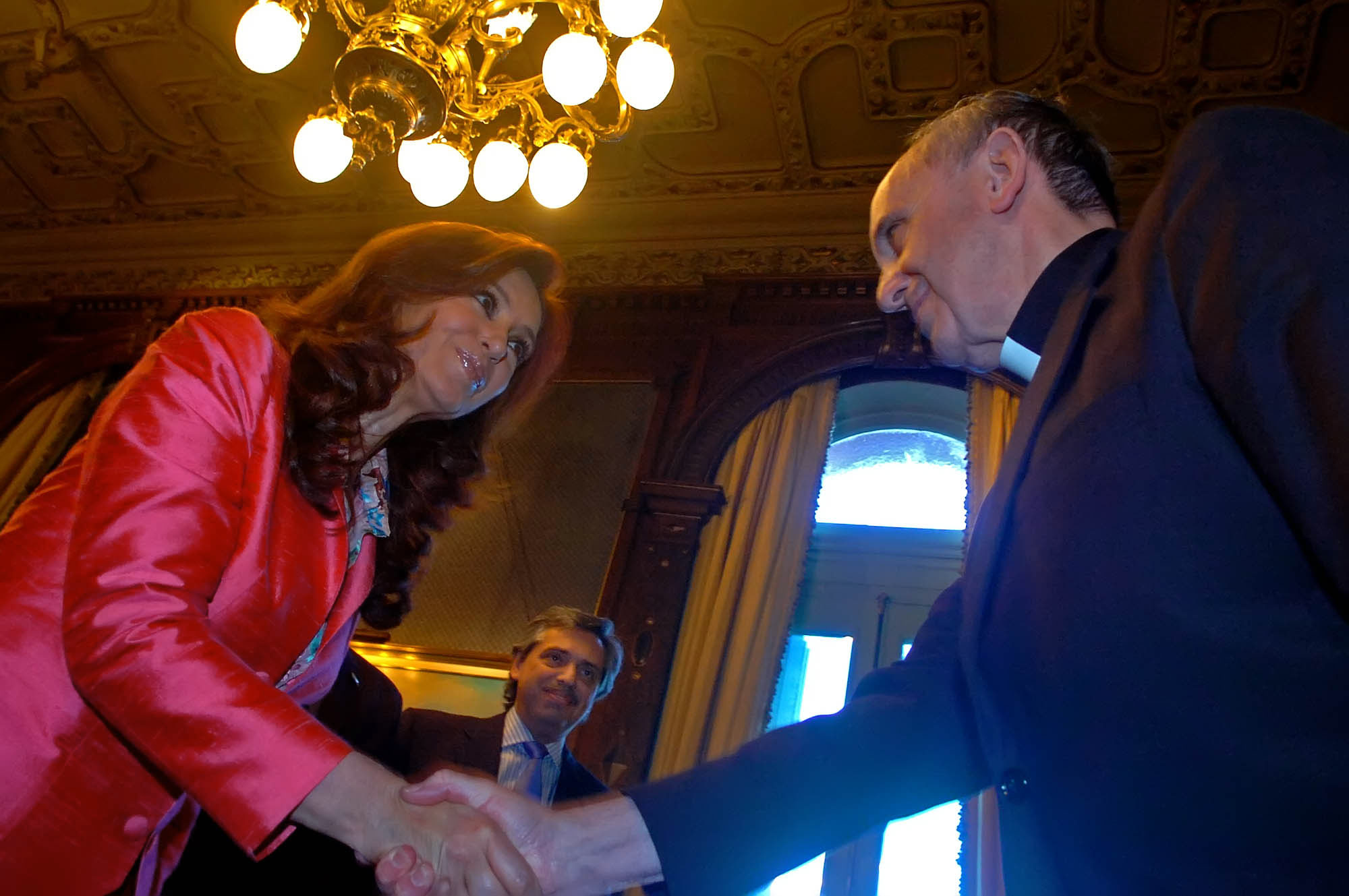
الرئيسة كرستينا فيرنانديز تلتقي بالمنسينور خورخي بروغليلو (حاليًا بابا الفاتيكان).

يكفل الدستور الأرجنتيني حرية الدين ولكن يوجب أيضًا الحكومة على دعم الكنيسة اقتصاديًا. يعطي الدستور الأرجنتيني تقديرًا خاصًا ومكانة مميزة إلى الكاثوليكية.
يلزم الدستور أن يكون الرئيس من أتباع الكنيسة الرومانية الكاثوليكية. تمت إزالة هذا الشرط من النص في الإصلاح الدستوري لعام 1994، حيث أن الرئيس لم يعد يعين الأساقفة الأرجنتينيين. النص القديم 1853 شمل أيضًا هدفا "للحفاظ على العلاقة مع الهنود المحيط الهادئ وتعزيز تحولهم إلى الكاثوليكية"، وقد تم حذف هذا النص في الإصلاح.
الدولة الفيدرالية تدفع رواتب لأساقفة الكاثوليك. كل أسقف يتلقى راتبًا شهريًا حوالي 4,300 بيسو أو 1,430 دولار أمريكي. ويتقاضى الكهنة المتقاعدين على معاشات تقاعدية بسيطة.
تدعم الدولة أيضًا العديد من المدارس الخاصة، ومعظمها تابعة للكنيسة الكاثوليكية. إجمالي الدعم الاقتصادي للكنيسة من قبل الدولة تبلغ 12 مليون بيزو أرجنتيني في السنة (نحو 4 ملايين دولار أمريكي).